# Brzeźnica (województwo łódzkie)
Brzeźnica – wieś w Polsce położona w województwie łódzkim, w powiecie sieradzkim, w gminie Burzenin.
W latach 1975–1998 miejscowość administracyjnie należała do województwa sieradzkiego. 
Sołectwo zajmuje pow. 234 ha. Wieś leży 10 km na pd.zach. od Burzenina, zamieszkuje w niej w 28 gospodarstwach 145 osób.